# Liste der Lieder von Doja Cat
Die Liste zeigt die aufgenommenen und veröffentlichten Lieder der US-amerikanischen Sängerin und Rapperin Doja Cat. Es sind neben dem Titel die Autoren, das zugehörige Album und das Jahr der Veröffentlichung angegeben.

## Eigenkompositionen

### #
| Titel                                                              | Autoren | Album              | Jahr |
| ------------------------------------------------------------------ | --- | ------------------ | ---- |
| 34+35 (Remix) (Ariana Grande feat. Doja Cat & Megan Thee Stallion) | Amala Dlamini, Ariana Grande, Courageous Xavier Herrera, Megan Pete, Peter Lee Johnson, Scott Nicholson, Steven Franks, Tayla Parx, Tommy Brown, Victoria Monét | Positions (Deluxe) | 2021 |

### A
| Titel       | Autoren                                                                             | Album      | Jahr |
| ----------- | ----------------------------------------------------------------------------------- | ---------- | ---- |
| Addiction   | Amala Dlamini, David Sprecher, Kurtis McKenzie, Richard Isong, Ariowa Irosogie      | Hot Pink   | 2019 |
| Ain't Shit  | Amala Dlamini, David Sprecher, Gerard A. Powell II, Rogét Chahayed, Kurtis McKenzie | Planet Her | 2021 |
| All Nighter | Amala Dlamini, David Sprecher                                                       | Amala      | 2018 |
| Alone       | Amala Dlamini, David Sprecher, Linden Jay, Antwoine Collins                         | Planet Her | 2021 |

### B
| Titel                                         | Autoren                                                                                         | Album                    | Jahr |
| --------------------------------------------- | ----------------------------------------------------------------------------------------------- | ------------------------ | ---- |
| Baby, I'm Jealous (Bebe Rexha feat. Doja Cat) | Amala Dlamini, Bebe Rexha, Pablo Bowman, Justin Tranter, Jussi Karvinen, Jason Gill             | Better Mistakes          | 2021 |
| Beautiful                                     | Amala Dlamini, Cameron Bartolini, Iman Omari, Coco O. Robin Hannibal                            | Purrr!                   | 2014 |
| Been Like This                                | Amala Dlamini, David Sprecher, Gerard A. Powell II, Aaron Bow                                   | Planet Her               | 2021 |
| Best Friend (Saweetie feat. Doja Cat)         | Amala Dlamini, Diamonté Harper, Asia Smith, Kaine, Lukasz Gottwald, Rocco Valdes, Theron Thomas | Pretty Bitch Music       | 2021 |
| Better Than Me                                | Amala Dlamini, David Sprecher, Lydia Asrat, Antwoine Collins                                    | Hot Pink                 | 2019 |
| Body Language                                 | Amala Dlamini, Cameron Bartolini, Rytchi Pronzola                                               | Amala                    | 2018 |
| Boss Bitch                                    | Amala Dlamini, Sky Adams, Imad Royal, Ashton Casey                                              | Birds of Prey: The Album | 2020 |
| Bottom Bitch                                  | Amala Dlamini, David Sprecher, Mark Hoppus, Tom DeLonge, Travis Barker                          | Hot Pink                 | 2019 |

### C
| Titel      | Autoren                                                                         | Album    | Jahr |
| ---------- | ------------------------------------------------------------------------------- | -------- | ---- |
| Candy      | Amala Dlamini, David Sprecher, Cameron Bartolini, Joshua Karp                   | Amala    | 2018 |
| Casual     | Amala Dlamini, David Sprecher, Antwoine Collins, Carlos Muñoz, Elizabeth Getz   | Amala    | 2018 |
| Control    | Amala Dlamini                                                                   | Purrr!   | 2014 |
| Cookie Jar | Amala Dlamini, David Sprecher, Rogét Chahayed, Jon Millis, Kurtis McKenzie      | Amala    | 2018 |
| Cyber Sex  | Amala Dlamini, David Sprecher, Gerard A. Powell II, Allan P. Grigg, Lydia Asrat | Hot Pink | 2019 |

### D
| Titel                          | Autoren | Album | Jahr |
| ------------------------------ | --- | ----- | ---- |
| Del Mar (mit Ozuna & Sia)      | Amala Dlamini, Juan Carlos Ozuna, Sia Furler, Yazid Antonio Rivera, Starlin Rivas Rivera, Jose Cotto, José Aponte Santi, Jesse Shatkin, Eli Xavier Vargas | ENOC  | 2020 |
| Dick (StarBoi3 feat. Doja Cat) | Amala Dlamini, Tariq Smith, Raphaël Judrin, Pierre-Antoine Melki, Andrew Gradwohl, Jr.                                                                    | —     | 2021 |
| Down Low                       | Amala Dlamini, Cameron Bartolini, Christian Quirante | Amala | 2018 |

### F
| Titel                   | Autoren | Album | Jahr |
| ----------------------- | --- | ----- | ---- |
| Fancy                   | Amala Dlamini, David Sprecher                                                                                                 | Amala | 2018 |
| Freaky Deaky (mit Tyga) | Amala Dlamini, Michael Stevenson, Alyssa Lourdiz Cantu, Brandon Hamlin, Lukasz Gottwald, Mike Crook, Ryan Ogren, Suzanne Vega | —     | 2022 |

### G
| Titel             | Autoren                                                                     | Album      | Jahr |
| ----------------- | --------------------------------------------------------------------------- | ---------- | ---- |
| Game              | Amala Dlamini, David Sprecher, Cameron Bartolini, Adrian Eccleston          | Amala      | 2018 |
| Get Into It (Yuh) | Amala Dlamini, Sheldon Cheung, Ari Starace                                  | Planet Her | 2021 |
| Go to Town        | Amala Dlamini, David Sprecher, Gerard Powell II, Rogét Chahayed, Rian Lewis | Amala      | 2018 |

### H
| Titel                                         | Autoren | Album            | Jahr |
| --------------------------------------------- | --- | ---------------- | ---- |
| Handstand (mit French Montana feat. Saweetie) | Amala Dlamini, Karim Kharbouch, Diamonté Harper, Christopher Rios, Julian Garfield, Richard Frierson, Christian Ward, Darryl Clemons, Kevin Price Jaucquez Lowe | They Got Amnesia | 2021 |

### I
| Titel                                  | Autoren                                                   | Album      | Jahr |
| -------------------------------------- | --------------------------------------------------------- | ---------- | ---- |
| I Don't Do Drugs (feat. Ariana Grande) | Amala Dlamini, Ariana Grande, Sheldon Cheung, Ari Starace | Planet Her | 2021 |
| Imagine                                | Amala Dlamini, Gerard A. Powell II, Michael Hector        | Planet Her | 2021 |

### J
| Titel              | Autoren | Album    | Jahr |
| ------------------ | --- | -------- | ---- |
| Juicy (feat. Tyga) | Amala Dlamini, David Sprecher, Lukasz Gottwald, Lydia Asrat Amala Dlamini, David Sprecher, Lukasz Gottwald, Lydia Asrat, Micheal Ray Stevenson | Amala    | 2019 |
| Juicy (feat. Tyga) | Amala Dlamini, David Sprecher, Lukasz Gottwald, Lydia Asrat Amala Dlamini, David Sprecher, Lukasz Gottwald, Lydia Asrat, Micheal Ray Stevenson | Hot Pink | 2019 |

### K
| Titel                    | Autoren                                                    | Album      | Jahr |
| ------------------------ | ---------------------------------------------------------- | ---------- | ---- |
| Kiss Me More (feat. SZA) | Amala Dlamini, Solána Rowe, Stephen Kipner, Terry Shaddick | Planet Her | 2021 |

### L
| Titel                        | Autoren                                                                                  | Album      | Jahr |
| ---------------------------- | ---------------------------------------------------------------------------------------- | ---------- | ---- |
| Like That (feat. Gucci Mane) | Amala Dlamini, David Sprecher, Lukasz Gottwald, Theron Thomas, Lydia Asrat, Radric Davis | Hot Pink   | 2019 |
| Love to Dream                | Amala Dlamini, Kurtis McKenzie, Jamil Chammas, Khaled Rohaim                             | Planet Her | 2021 |

### M
| Titel                      | Autoren | Album     | Jahr |
| -------------------------- | --- | --------- | ---- |
| Mooo!                      | Amala Dlamini, David Sprecher, Antwoine Collins, Pharrell Williams, Chad Hugo, Jonathan Smith, Michael Tyler, Bobby Sandimanie, Craig Lawson | Amala     | 2019 |
| Morning Light              | Amala Dlamini, David Sprecher, Cameron Bartolini, Aaron Miller, Aaron Harmon, Jordan Reyes                                                   | Amala     | 2018 |
| Motive (mit Ariana Grande) | Amala Dlamini, Ariana Grande, Victoria Monét, Nija Charles, Tommy Brown, Shane Lindstrom, Steven Franks, Jeremy McIntyre                     | Positions | 2020 |

### N
| Titel        | Autoren                                                                           | Album      | Jahr |
| ------------ | --------------------------------------------------------------------------------- | ---------- | ---- |
| Naked        | Amala Dlamini, Kurtis McKenzie, Alexander Shuckburgh, Marcus Joons, Daniel Tjäder | Planet Her | 2021 |
| Need to Know | Amala Dlamini, Lukasz Gottwald                                                    | Planet Her | 2021 |
| No Police    | Amala Dlamini                                                                     | Purrr!     | 2014 |
| Nunchucks    | Amala Dlamini                                                                     | Purrr!     | 2014 |

### O
| Titel               | Autoren                                                | Album      | Jahr |
| ------------------- | ------------------------------------------------------ | ---------- | ---- |
| Options (feat. JID) | Amala Dlamini, Destin Route, Ari Starace, Andrew Cohen | Planet Her | 2021 |

### P
| Titel                     | Autoren                                            | Album      | Jahr |
| ------------------------- | -------------------------------------------------- | ---------- | ---- |
| Payday (feat. Young Thug) | Amala Dlamini, Jeffery Lamar Williams, Ari Starace | Planet Her | 2021 |

### R
| Titel        | Autoren                                                                                            | Album      | Jahr |
| ------------ | -------------------------------------------------------------------------------------------------- | ---------- | ---- |
| Ride         | Amala Dlamini                                                                                      | Planet Her | 2021 |
| Roll with Us | Amala Dlamini, David Sprecher, Gerard Powell II, Rogét Chahayed                                    | Amala      | 2018 |
| Rules        | Amala Dlamini, David Sprecher, Lydia Asrat, Ben Diehl, Salaam Remi, Lukasz Gottwald, Theron Thomas | Hot Pink   | 2019 |

### S
| Titel                            | Autoren | Album    | Jahr |
| -------------------------------- | --- | -------- | ---- |
| Say So                           | Amala Dlamini, David Sprecher, Lukasz Gottwald                                                                                        | Hot Pink | 2019 |
| Scoop (Lil Nas X feat. Doja Cat) | Amala Dlamini, Montero Hill, Denzel Baptiste, David Biral, Roy Lenzo                                                                  | Montero  | 2021 |
| Shine                            | Amala Dlamini, David Sprecher, Lukasz Gottwald                                                                                        | Hot Pink | 2019 |
| So High                          | Amala Dlamini | Purrr!   | 2014 |
| Streets                          | Amala Dlamini, David Sprecher, Lydia Asrat, Theron Otis Feemster, Christopher Jefferies, Demarie Sheki, Dominique Logan, Darius Logan | Hot Pink | 2019 |

### T
| Titel                         | Autoren                                                                          | Album      | Jahr |
| ----------------------------- | -------------------------------------------------------------------------------- | ---------- | ---- |
| Talk Dirty                    | Amala Dlamini, David Sprecher, Lydia Asrat, Lee Stashenko, Kurtis McKenzie       | Hot Pink   | 2019 |
| Tia Tamera (feat. Rico Nasty) | Amala Dlamini, David Sprecher, Maria-Cecilia Kelly, Kurtis McKenzie, Lydia Asrat | Amala      | 2019 |
| Tonight (feat. Eve)           | Amala Dlamini, Taneisha Jackson, Eve Jihan Cooper, Rob Tewlow                    | Planet Her | 2021 |

### U
| Titel       | Autoren       | Album      | Jahr |
| ----------- | ------------- | ---------- | ---- |
| Up and Down | Amala Dlamini | Planet Her | 2021 |

### W
| Titel                         | Autoren                                                                                             | Album      | Jahr |
| ----------------------------- | --------------------------------------------------------------------------------------------------- | ---------- | ---- |
| Why Why (feat. Gunna)         | Amala Dlamini, Sergio Giavanni Kitchens                                                             | Planet Her | 2021 |
| Wild Beach                    | Amala Dlamini, David Sprecher, Antwoine Collins, Elizabeth Getz, Terence Coles                      | Amala      | 2018 |
| Wine Pon You (feat. Konshens) | Amala Dlamini, David Sprecher, Garfield Spence, Antwoine Collins                                    | Amala      | 2018 |
| Woman                         | Amala Dlamini, David Sprecher, Lydia Asrat, Jidenna Mobisson, Linden Jay, Aaron Horn, Ainsley Jones | Planet Her | 2021 |
| Won't Bite (feat. Smino)      | Amala Dlamini, David Sprecher, Kurtis McKenzie, Christopher Smith, Jr., William Fadhili             | Hot Pink   | 2019 |

### Y
| Titel                        | Autoren                                      | Album      | Jahr |
| ---------------------------- | -------------------------------------------- | ---------- | ---- |
| You Right (feat. The Weeknd) | Amala Dlamini, Abel Tesfaye, Lukasz Gottwald | Planet Her | 2021 |